# Jabana

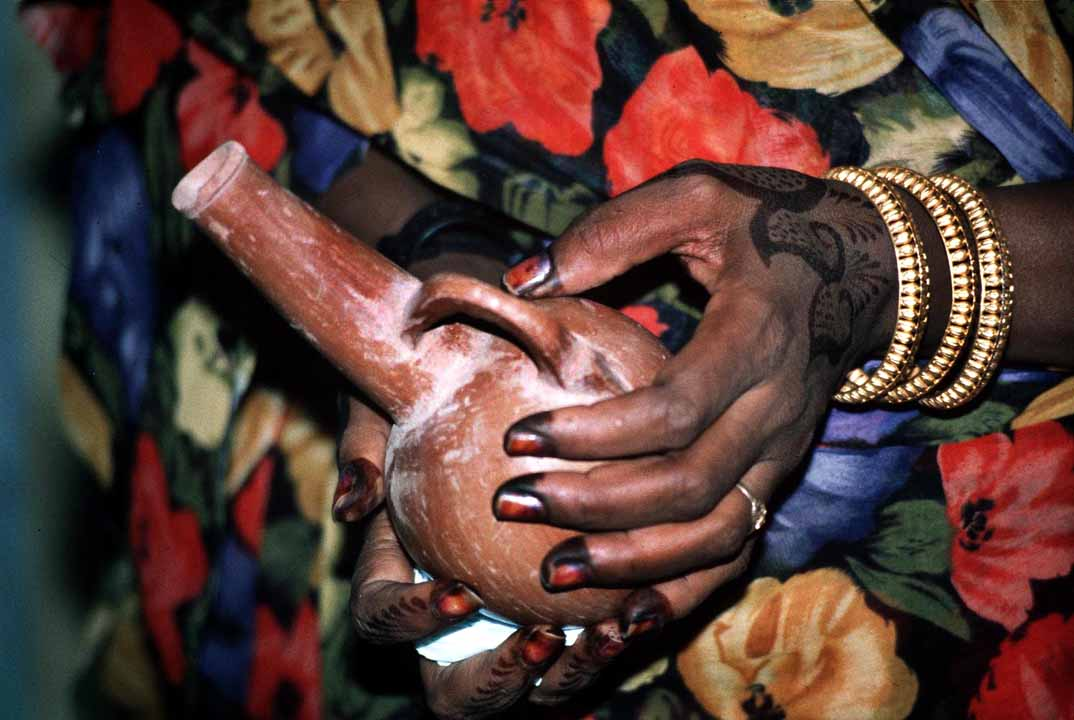
Een jabana

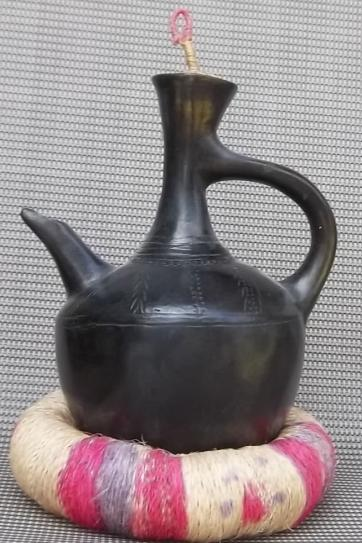
Een jabana

Een Jabana (ook Jebena genoemd) is een traditionele koffiepot die in Eritrea, Ethiopië en Oost-Soedan wordt gebruikt. De jabana, die van aardewerk is gemaakt, bestaat uit een bolvormig reservoir met een lange hals en een handvat.
De jabana wordt gevuld met water en koffie en deze wordt boven een vuur verwarmd. Bij het schenken wordt een filter (meestal gemaakt van paardehaar) op het uiteinde van de hals geplaatst.

## Koffieceremonie
In Eritrea en Ethiopië bestaat een koffieceremonie waarin de jabana een centrale rol speelt. Tijdens deze ceremonie wordt de kokende koffie uit de jabana in een sini, een ceremoniële beker geschonken. Wanneer de koffie dan afgekoeld is wordt deze weer teruggeschonken in de jabana en weer aan de kook gebracht. Deze handelingen worden dan meerdere malen herhaald.